# Гауке, Александр Ян
Александр Ян Юзеф Гауке  или Александр Людвикович Гауке (пол. Aleksander Jan Józef Hauke, (13 октября 1814, Варшава — 8 апреля 1868, там же) — граф, военный и государственный деятель Царства Польского, генерал-майор Российской империи, президент Варшавских правительственных театров.

## Биография
Семья ван дер Гакен или фон Гауке фламандского происхождения, проживала в Польше с 1782 года.
Родился в семье статс-референдария Людовика Августа Гауке, которому Высочайшею грамотою Государя Императора и Царя Николая I данною 14(2).02.1826 года, за доблестные заслуги вместе с братьям было Всемилостивейше пожалован графский герб Босак Гауке вместе с потомственным дворянством.
А. Гауке был родственником императора Александра II: его двоюродная сестра — Юлия Гауке графиня Баттенберг была женой Александра Гессен-Дармштадтского, брата императрицы Марии Александровны. Его двоюродным братом был известный генерал-повстанец Юзеф Гауке-Босак.
В 1830 годах окончил кадетский корпус в Калише. В 1832—1837 обучался в Институте связи в Санкт-Петербурге. В 1838 начал военную службу в чине хорунжего российской императорской армии, в 1847 — штабс-капитан, 1851 — подполковник. в 1853 году был назначен начальником пожарной стражи Варшавы. В 1856 — присвоен чин полковника. В 1861 году А. Гауке назначен президентом Варшавских правительственных театров, впоследствии также руководителем императорских дворцов и администратором в княжестве Лович.
С 1865 года генерал-майор. По отзыву современника, Гауке был ярый поляк и заклятый враг всего русского, старший сын его состоял в шайках мятежников и там погиб. Несмотря на то, что он получал огромное содержание из казны и получал доход от своего имения, из-за безалаберной его жизни дела его были расстроены.
Умер от тифа в Варшаве и был похоронен в семейной усыпальнице на кладбище Старые Повонзки.

## Семья
Был женат на кузине графине Софье Саломее Терезе Гауке (1816—1861), дочери Ганса Морица фон Гауке и Софии Лафонтен; фрейлине императрицы Александры Фёдоровны (11.05.1829); детской писательнице. В браке с которой имел трех сыновей и четыре дочери:
- Александер (1841—1863) (погиб во время польского восстания,
- Людвика Идалия Целина,
- Мауриций Леопольд (1846—1926),
- Мария Тереза Саломея (замужем за хирургом Юлианом Косинским),
- Зигмунд Кароль Флориан (1851—1912),
- Софья Александра (1837);
- Александра Людвика Саломея (1859—1929).

## Награды
- 1849 — Орден Святого Владимира 4-й степени с мечами,
- 1849 — Орден Железной короны 3 класса,
- 1859 — Орден Святого Станислава 2-й степени,
- 1860 — Командор австрийского ордена Леопольда

## Источник
- S. Szenic, Cmentarz Powązkowski 1790-1850 zmarli i ich rodziny.